# Maumelle, Arkansas
Maumelle, Arkansas (енгл. Maumelle) град је у америчкој савезној држави Арканзас.

## Демографија
По попису из 2010. године број становника је 17.163, што је 6.606 (62,6%) становника више него 2000. године.
| Група             | 2000.         | 2010.          |
| Белци             | 9.635 (91,3%) | 13.960 (81,3%) |
| Афроамериканци    | 516 (4,9%)    | 2.074 (12,1%)  |
| Азијати           | 82 (0,8%)     | 395 (2,3%)     |
| Хиспаноамериканци | 187 (1,8%)    | 417 (2,4%)     |
| Укупно            | 10.557        | 17.163         |